# Страшиці
Страшиці (чеськ. Strašice, нім. Straschitz) — село та муніципалітет у східній частині округу Рокицани, Пльзеньського краю. Розташоване за 12 кілометрів на схід від міста Рокицани, 28 км на схід від Пльзеня і 62 км на південний захід від Праги. За даними перепису, чисельність населення становить приблизно 2800 осіб.

## Історія
Перша письмова згадка датується 1349 роком.

## Населення
| Рік  | Населення | Будинки |
| ---- | --------- | ------- |
| 1869 | 3921      | 380     |
| 1880 | 3655      | 405     |
| 1890 | 3575      | 437     |
| 1900 | 3175      | 437     |
| 1910 | 3048      | 447     |
| 1921 | 2734      | 448     |
| 1930 | 2593      | 506     |
| 1950 | 2620      | 426     |
| 1961 | 2189      | 439     |
| 1970 | 2362      | 448     |
| 1980 | 2309      | 430     |
| 1991 | 2208      | 546     |
| 2001 | 2466      | 560     |
| 2011 | 2505      | 612     |
| 2021 | 2440      | 646     |
| 2023 | 2819      |         |

## Територіальний склад
Село має чотири частини: Вес (Ves), Двур (Dvůr), Коут (Kout) та Гуть (Huť). Костел святого Лаврентія (Kostel svatého Vavřince) розташований між Двори та Весом
Двур (Dvůr) розташований на північному сході від села, біля дороги II/117. У центрі Двору є Дворський ставок (Dvorecký rybník), на південь від Двура розташована сільськогосподарська ділянка і знеліснена вершина На Вршіх (Na Vrších) (543 м над рівнем моря). Поблизу головного перехрестя, де з дороги II/117 розгалужується місцева дорога на південні частини села, розташовані Коут на північ та Вес на південь. На заході Веса розташована очисна споруда для стічних вод, а на південь від перехрестя — сільська рада. На південному сході розташовані військовий район з житловим масивом та дитячим майданчиком та на південному заході промисловий район. Вздовж річки Клабава, на південь від села розташований Гуть, де знаходиться очисна споруда для стічних вод з військового району, навколо північнозахідної частини є водовід, пилорама, колишні млини та подібні об’єкти.
Через скасування військового округа Брди 1 січня 2016 року, до селища було приєднано територію «Страшиці в Брдах» (Strašice v Brdech) яка була створена 10 лютого 2014 року. Розмір площі складає 26,902 км² (її первісний розмір складав 7,94 km²) і має дві будівлі з адресами, одна нежила та має 0 жителів.
На північному заході, Страшиці межує з Медовим Уєздем, з Хезновіце та Тєнє на сході півночі. На півдні село оточене військовим округом Брди
У 1961 – 1969 роках село Тєнє входило до складу Страшиці

### Символіка села
Герб і стяг надано селу рішенням голови Палати депутатів парламенту Чеської Республіки від 2 вересня 1994 року
Прапор являє собою полотно із двох кольорів, а саме з двох прямокутних трикутників жовтого і зеленого кольору
Герб являє собою іспанський щит, скошений направо на жовтий і зелений колір, успадковуючи кольори прапора. У верхньому полі червона (рожмберкова) троянда, у нижньому полі промислові інструменти золотого кольору: два молоти, між ними золота металургійна вилка.

## Економіка
Наприкінці квітня 2010 в районі колишніх казарм закінчена будівля сонячної електростанції
Наступним інвестором на території казарм є пльзеньська компанія D+P Rekont Plzeň, яка побудувала лінію з перероблення електричних відходів.

## Туризм
У напрямку з Горжовіце до Рокицан, через Страшиці проходить магістральний велосипедний маршрут № 3. Від нього в Страшиці відгалужується маршрут № 2158 до Медового Уєзда і Голубкова.
В околицях Страшиць є велика кількість пішохідних маршрутів, які зустрічаються на головному перехресті в Страшицях. Червона, зелена і сині стежки ведуть на північ та захід до природного парку Тргонь, а саме: 
- Червона - через хребет Страшицької височини до Мито
- Зелена - через вершину Бабовка до Рокицан
- Синя - вздовж річки Клабава через млин Мелматєй до Добржіва.

На північний схід зелений маршрут веде через менш лісисту місцевість до Тене і Горжовіце.

### Музей транспорту
У колишніх казармах також знаходиться музей транспорту, яким опікується «Škoda Bus Klub Plzeň».
Його постійна експозиція в колишньому танковому ангарі демонструє переважно історичні засоби громадського транспорту — автобуси, тролейбуси й трамваї.

## Транспортні перевезення

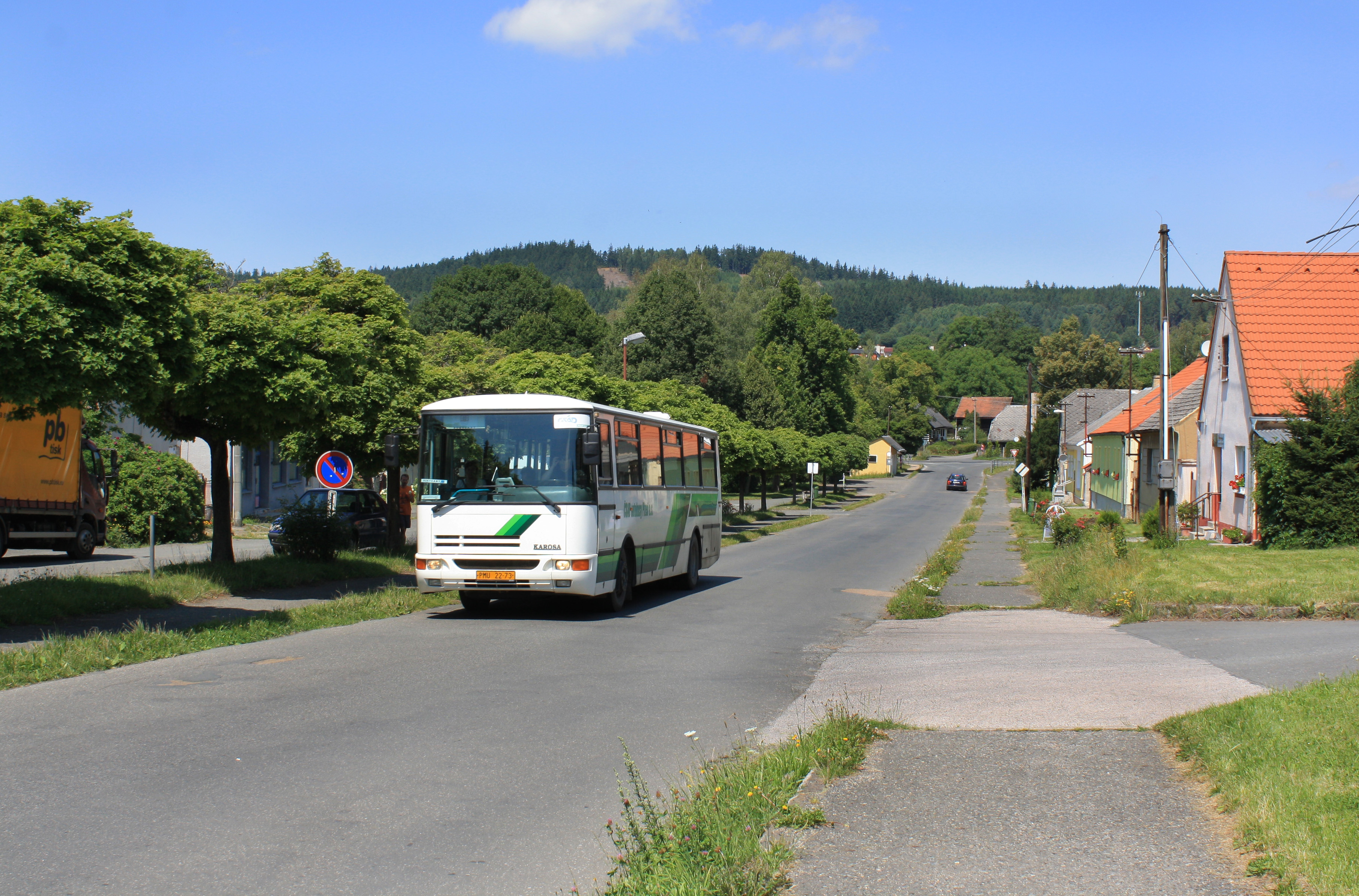
Автобус ČSAD Пльзень коло сільської площі

Страшиці розташоване на кордоні Центральночеського та Пльзеньського краю.
Північну частину села перетинає дорога II/117, яка з'єднує Горжовіце і Спалені Поржічі, менші дороги біля Страшиці повертають на Тєнє і Медовий Уєзд.
Дорога II/117 проходить біля костелу і знищеного замку, але для обслуговування головної південної частини Страшиці необхідно звернути з головної дороги на місцеву дорогу, яка продовжує маршрут повз муніципалітет і плавальний басейн в Клабаві. Всі місцеві автобусні маршрути також проходять через село по цій об'їзній дорозі.
У Страшиці є 6 зупинок з різними назвами, в напрямку від Горжовіце до Мірошова в наступному порядку: Dvůr, U Libuše, Obecní Úřad (ObÚ), Hut', Mikulíkův mlýn і Melmatěj (Melmatěj належить до Добржіва, але назва зупинки все ще відносить його до Страшиці).
З 13 грудня 2020 року село інтегроване в систему PID (Pražská integrovaná doprava) і обслуговується лініями 645 (Страшиці — Горжовіце) та 646 (Рокицани — Горжовіце)
Залізниця не прокладена до Страшиці, однак, приблизно за 6 кілометрів на північ через лісистий хребет можна дістатися до залізничної лінії у Мито, приблизно за 8 кілометрів на південний захід — до залізничної лінії № 175 до Мірошова або Градека

## Допомога Україні
Сільська рада схвалила надання туристичного хостела в Музеї Центральних Брд для потреб українських біженців та ухвалила рішення про виділення суми у розмірі 200 000 чеських крон на першочергову допомогу Україні та українським біженцям, частина з яких буде витрачена на утримання хостела, забезпечення харчування тощо
Також було затверджено підняття українського прапора над будівлею муніципальної ради.

## Відомі уродженці та резиденти
- Антонін Клір[cs] (1863 – 1939), конструктор водних споруд і ректор Чеського технічного університету
- Франтішек Піцка[cs] (1873 – 1918), чеський композитор, хормейстер і диригент, який працював, наприклад у Національному театрі Праги
- Антонін Модр[cs] (1898 – 1983), композитор, теоретик і педагог, похований в сільському кладовищі
- У селі працював вчителем, поет Карел Вокач[cs] (1903 – 1944), страчений нацистами 12 червня 1944 року. Місцева початкова школа має його ім'я
- Франтішек Вайнар[cs] (1930 – 2012), диригент та керівник опери Національного театру Праги
- Вратислав Вайнар (1930 – 2023), з 1983 по 1989 рік член Федеральних зборів, з 1983 по 1988 року міністр внутрішніх справ Чехословаччини
- Їржі Феурейсл (1931 – 2021), чехословацький футболіст і хокеїст

## Фотографії

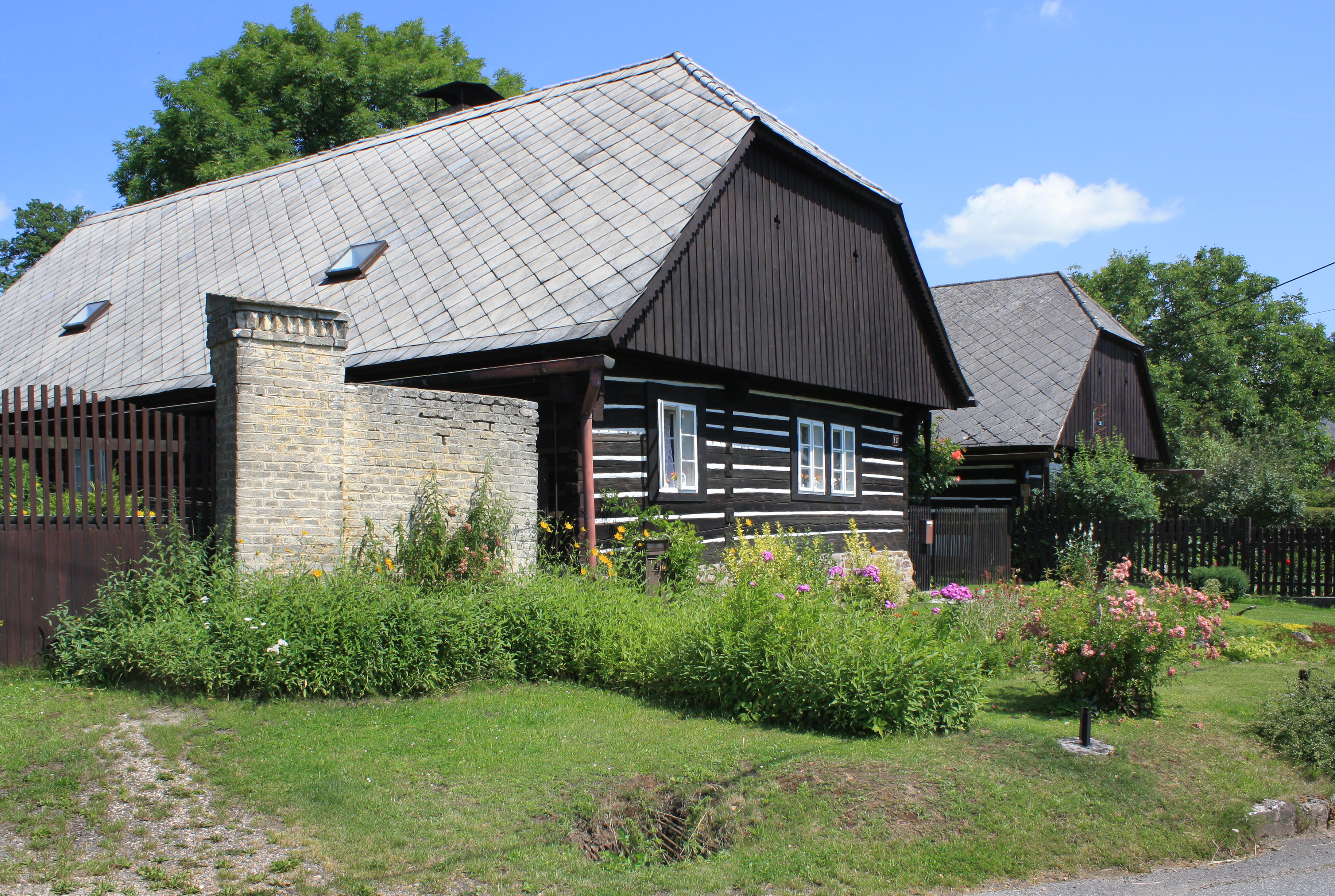
Дерев'яні будинки на півночі Страшиць
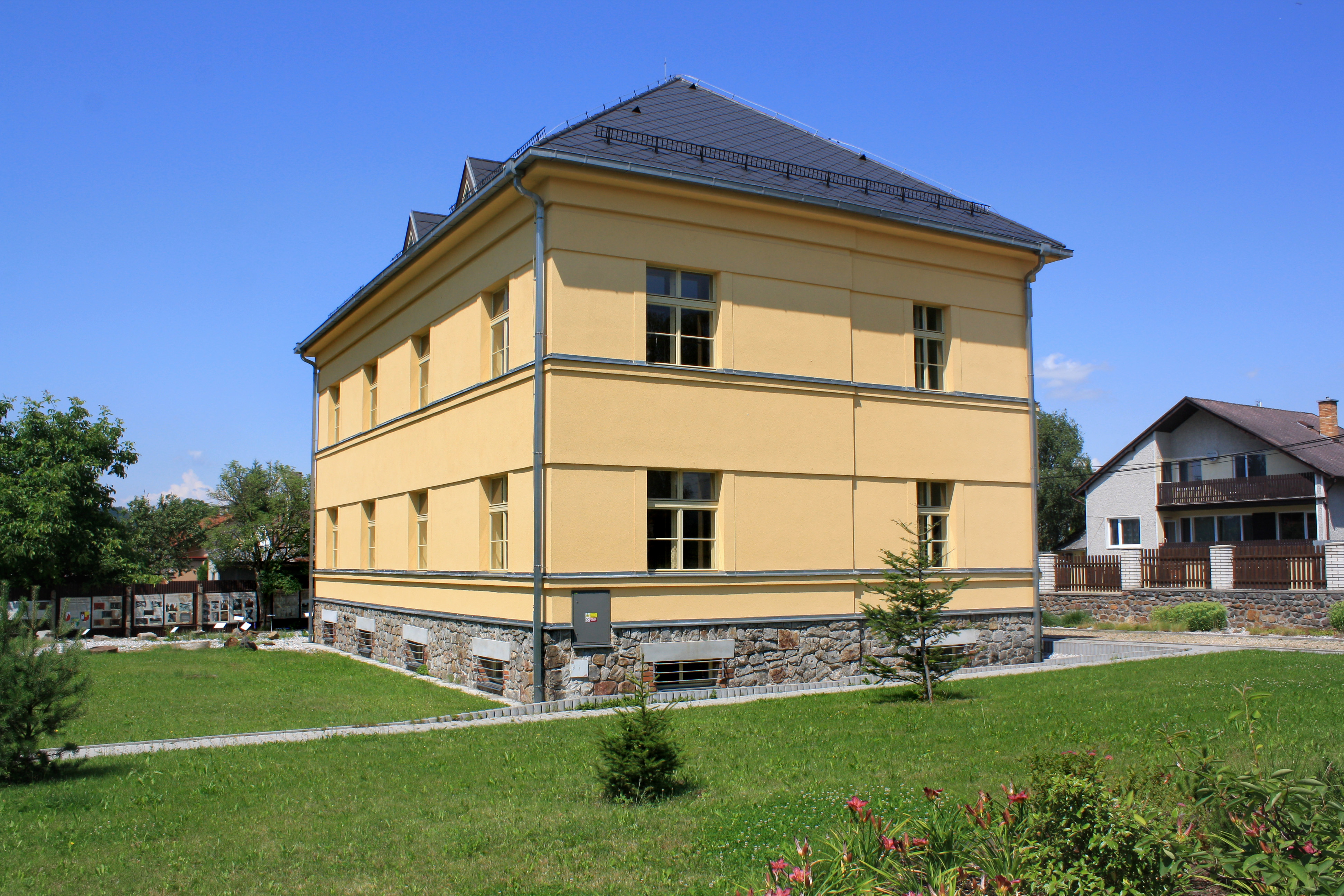
Музей центральних Брд
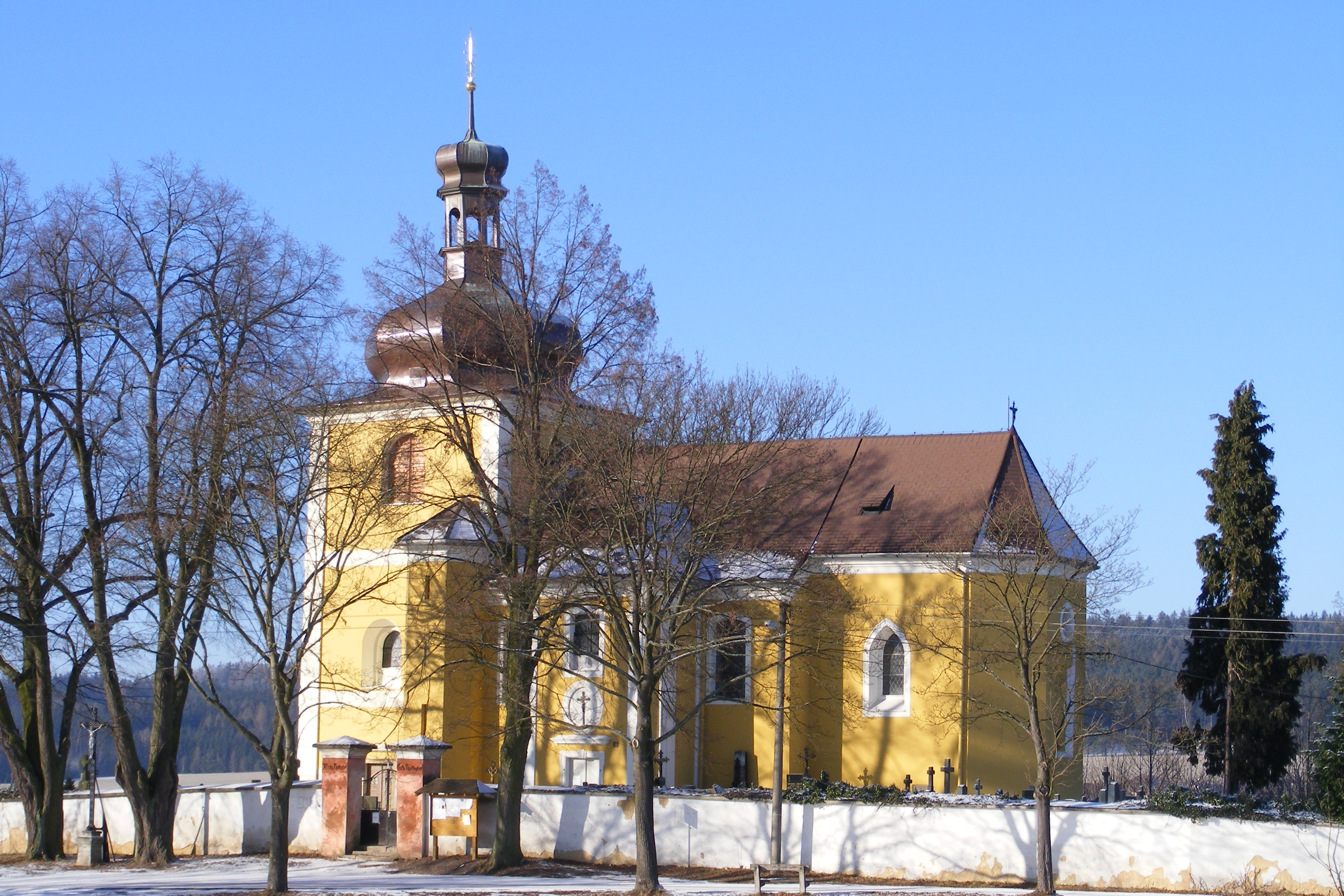
Костел Святого Лаврентія
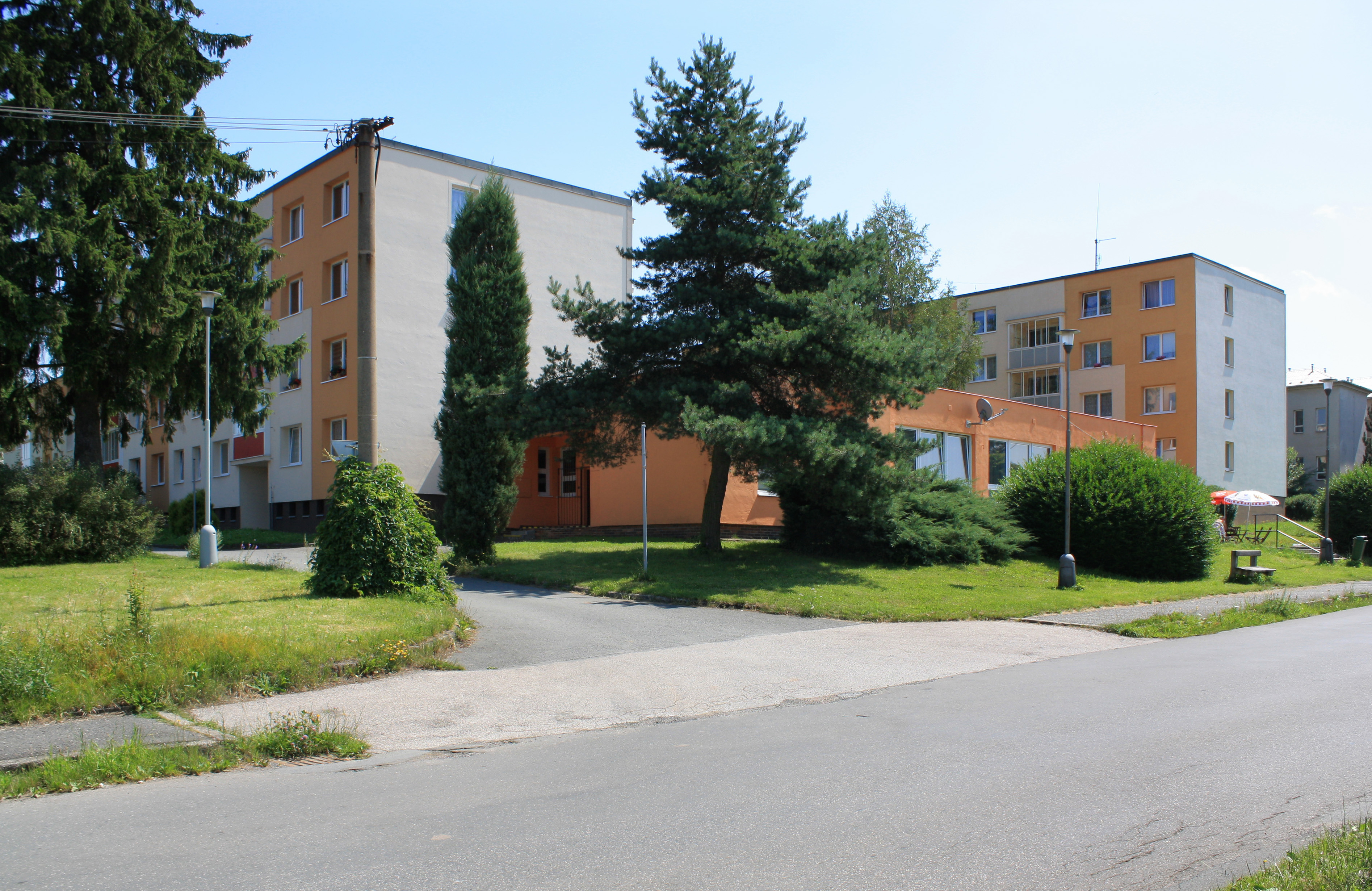
Панельний мікрорайон коло сільської площі
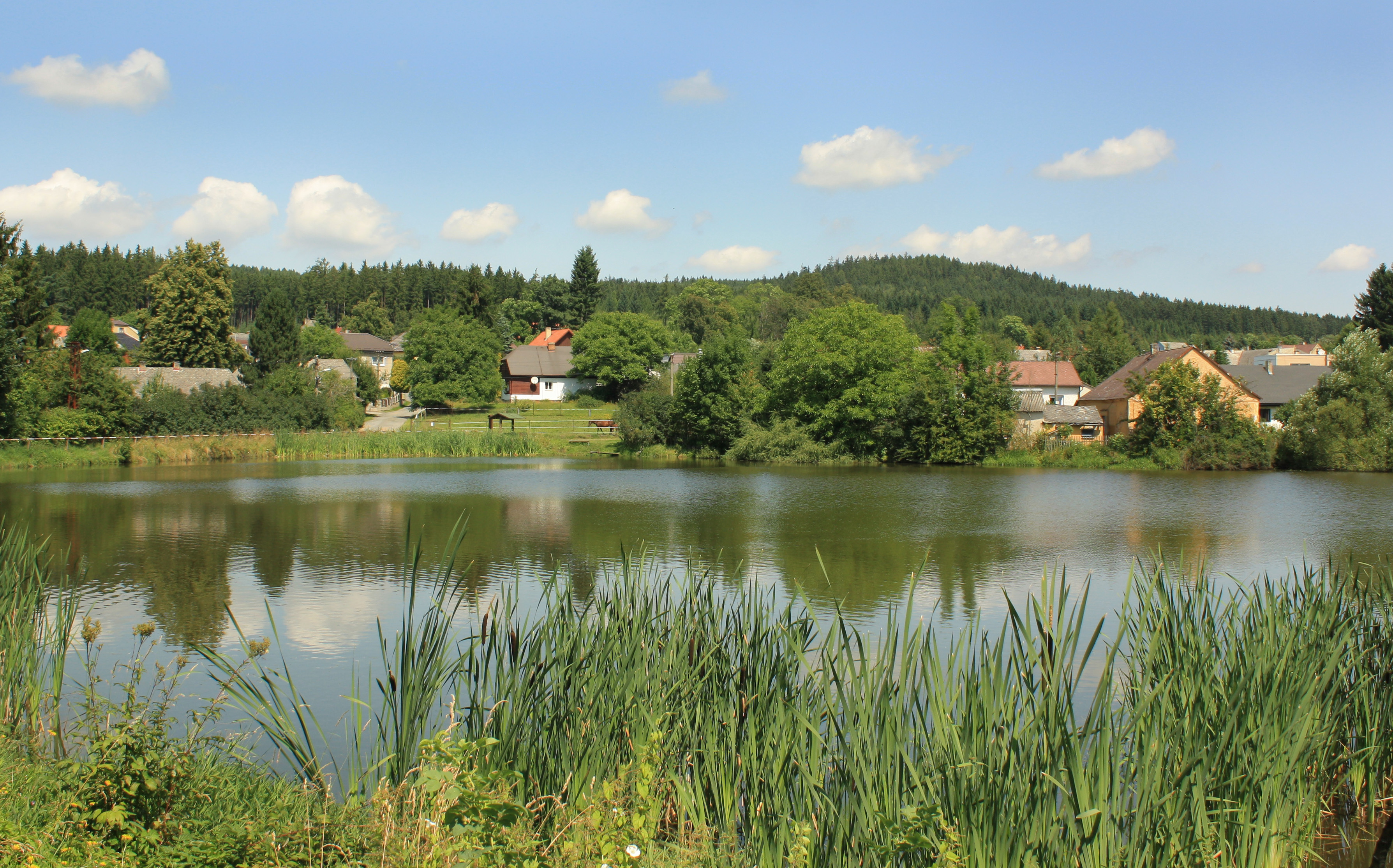
Дворський ставок